# تساغان خاس
تساغان خاس (بالمنغولية: Цагаан Хас)‏، وتعني الصليب الأبيض)، أو دايار منغول، هي منظمة منغولية للنازيين الجدد تزعم أنها تضم 3000 عضو، مع أن مصادر أخرى تدعي أن المنظمة لديها «أكثر من 1000 عضو». طبقًا لرويترز في 2013، فإن عدد أعضائها «أكثر من 100 عضو».
أسسها أريانبولد التانخووم. وقد تأسست في التسعينيات. لقد وَصف مؤسسها المشارك، الذي يحمل الاسم المستعار «بيغ براذر 1984»، مهمة مجموعته على هذا النحو: «كان أدولف هتلر شخصًا نحترمه. علمنا كيف نحافظ على الهوية الوطنية... نحن لا نتفق مع تطرفه وبدء الحرب العالمية الثانية. نحن ضد كل عمليات القتل هذه، لكننا نؤيد أيديولوجيته. نحن ندعم القومية وليس الفاشية». يرتدي أعضاء المجموعة الزي النازي النموذجي ويستخدمون «التحية النازية» والألوان النازية والنسر النازي. لقد برروا استخدامهم للصور النازية بالإشارة إلى أن الصليب المعقوف له أصول آسيوية.
1984 زعم بيغ براذر أن الجماعة لا تروج للجريمة وأنها تطرد «العناصر الإجرامية» من عضويتها، بالإضافة إلى مطالبة جميع الأعضاء بالحصول على تعليم جيد. أحد قادة المجموعة مصمم داخلي. كما ادعى أن المجموعة تعمل عن كثب مع الجماعات القومية المتطرفة الأخرى في جمهورية منغوليا.
يتميز أعضاء المجموعة بمشاعرهم المعادية للصين بشدة ومعارضتهم للزواج بين الأعراق. لقد عبر أحد أتباع المجموعة عن رأي مفاده أنه «يتعين علينا التأكد من أن دمائنا نقيةً كأمة. هذا عن استقلالنا... إذا بدأنا الاختلاط مع الصينيين، فسوف يبتلعوننا ببطء. المجتمع المنغولي ليس غنيًا جدا. يأتي الأجانب بكثير من المال وقد يبدأون في أخذ نسائنا». اتُهمت المجموعة بتشجيع العنف ضد الأزواج بين الأعراق وغيرهم. وفي عام 2013، حاولوا تحويل تركيزهم إلى مكافحة التلوث في المناجم المنغولية.